# Misha de Ridder
Misha de Ridder (Alkmaar, 1971) is een Nederlands beeldend kunstenaar die werkt met fotografie en video.

## Levensloop
De Ridder studeerde aan de Hogeschool voor de Kunsten Utrecht en was resident bij Raid Projects Gallery in Los Angeles en Townhouse Gallery in Caïro. In 2019 is hij resident bij Fundaziun Nairs in Scuol, Zwitserland. Zijn werk werd tentoongesteld in onder andere het CODA Museum, Foam, Fotomuseum Antwerpen, Stedelijk Museum Amsterdam en Museum of the City of New York.

## Tentoonstellingen (selectie)
- 2020 - resilience, Albada Jelgersma Gallery, Amsterdam
- 2020 - Seven X Seven | Session One, Albada Jelgersma Gallery, Amsterdam
- 2018 - Inside, Galerie Juliètte Jongma, Amsterdam
- 2011 - Solstice, Foam, Amsterdam
- 2009 - Abendsonne, Galerie Juliètte Jongma, Amsterdam
- 2006 - Wilderness, Greenleaf Gallery, Los Angeles
- 2005 - Elysian Fields, Galerie Juliètte Jongma, Amsterdam
- 2004 - Beautiful Tree in Terrible City, Raid Projects Gallery, Los Angeles
- 2003 - Wilderness, Foam, Amsterdam
- 2000 - Sightseeing, Huis Marseille, Amsterdam

## Werk in openbare collecties (selectie)
- Kunstcollectie Academisch Medisch Centrum, Amsterdam
- Asheville Art Museum, VS
- Foam, Amsterdam
- Ministerie van Buitenlandse Zaken
- Oude Kerk (Amsterdam)
- Stadsarchief Amsterdam

## Publicaties
- high up close by, Roma Publications, 2019, ISBN 9789492811561
- Falaise, Roma Publications, 2016, ISBN 9789491843723
- Abendsonne, Schaden.com, 2012, ISBN 9783932187889
- Solstice, Native Publications, 2012
- Dune, Lavalette, 2011, ISBN 9780984297320
- Wilderness, Artimo, 2003, ISBN 9075380755
- Sightseeing, De Balie, 2000, ISBN 9066172479

## Filmografie
- verwirklichungen, Director, 2020 (21:28 minutes)
- I Love Alaska, Director of Photography, 2008, Nederlands Film Festival 2009, Tromsø International Film Festival 2010.